# Карамышев, Галимьян Харисович
Галимьян Харисович Карамышев (баш. Ғәлимйән (Ғәлим, Әлим) Харис улы Ҡарамышев, 4 декабря 1903, Макарово, Стерлитамакский уезд, Уфимская губерния, Российская империя — 20 января 1977, Уфа, РСФСР, Башкирская АССР, СССР) — башкирский советский актёр. Народный артист РСФСР (1955) и Башкирской АССР (1940), заслуженный артист РСФСР (1949) и Башкирской АССР (1935).

## Биография
Окончил Макаровское русско-башкирское училище (1913) и медресе (1916). Учился на актёрском факультете Московского государственного техникума кинематографии (1926—1927).
В труппу Башкирского театра драмы поступил в декабре 1919 года и служил в ней с перерывами до 1970 года. Дебютировал в спектакле «Витязи Отчизны» по драме Ф. Туйкина.
Похоронен в Уфе на Мусульманском кладбище.

### Память
В Уфе на доме, где жил актёр, установлена мемориальная доска.

## Роли в спектаклях
- Кочкарёв («Женитьба» Н. В. Гоголя)
- Вурм («Коварство и любовь» Ф. Шиллера)
- Шмага («Без вины виноватые» А. Н. Островского)
- Серебряков («Дядя Ваня» А. П. Чехова)
- Незеласов («Бронепоезд 14-69» Вс. Иванова)
- Кокорышкин («Нашествие» Л. Леонова)
- Исмагил («Галиябану» М. Файзи)
- Кусярбай («Тансулпан» К. Даяна)
- Апкаляй («Карагул» Д. Юлтыя)
- Фахри («Черноликие» М. Гафури)

## Фильмография
Снимался в фильме-балете «Журавлиная песнь» (1959).

## Премии и награды
- Орден Трудового Красного Знамени (1955).
- Орден «Знак Почёта» (1944).
- Народный артист РСФСР (1955).
- Заслуженный артист РСФСР (1949).
- Народный артист Башкирской АССР (1940).
- Заслуженный артист Башкирской АССР (1935).